# Catharina Stroppel
Catharina Stroppel (nascuda el 1971)és una matemàtica alemanya que té com a investigació la teoria de la representació, la topologia de baixa dimensió i la teoria de categories. És professora de matemàtiques a la Universitat de Bonn i vice-coordinadora del Hausdorff Center for Mathematics de Bonn.
Stroppel va obtenir un diploma en matemàtiques i teologia a la Universitat de Friburg el 1998. Va acabar el doctorat, també per la Universitat de Friburg, el 2001, sota la supervisió de Wolfgang Soergel. Després de càrrecs a curt termini a la Universitat de Leicester i la Universitat d'Aarhus, es va incorporar a la Universitat de Glasgow com a investigadora associada el 2004 i va ser ascendida a professora el 2005 i lectora el 2007. El 2008 es va traslladar a Bonn com a professora.
El 2007, la London Mathematical Society va atorgar a Stroppel el seu premi Whitehead "per les seves contribucions a la teoria de la representació, en particular en el marc de les classificacions i les seves aplicacions a la topologia de baixa dimensió". Va ser ponent convidada al Congrés Internacional de Matemàtics del 2010. El 2018 es va convertir en membre de l'Acadèmia Alemanya de Ciències Leopoldina.